# Departamento de Mataquito
El departamento de Mataquito fue una antigua división territorial de Chile, departamento que perteneció inicialmente a la antigua provincia de Talca y, posteriormente, a la de Curicó. Su capital era Curepto, y después Licantén. Fue creada en 1927 y suprimida en 1976 como parte del proceso de regionalización que impulsó la dictadura militar.

## Historia
El departamento fue creado, como parte de la antigua provincia de Talca, por el Decreto con Fuerza de Ley N.º 8.582 del 30 de diciembre de 1927, que entró en vigencia el 1 de febrero de 1928.
La normativa establece:

El departamento de Mataquito estará formado por las antiguas subdelegaciones 1.° Vichuquén, 2.° Llico, 3.° Iloca, 5.° Alcántara, 6.° Licantén i 7.° La Huerta, del actual departamento de Vichuquén, y por las antiguas subdelegaciones 1.° Curepto, 2.° Hornillos, 3.° Limávida, 4.° Tonlemo i 5.° Gualleco, del actual departamento de Curepto. La cabecera del departamento de Mataquito será la villa de Curepto.

Más adelante especifica: "Para los efectos de este artículo, el departamento de Petorca se entenderá anexado al de La Ligua, y los de Vichuquén y Curepto al de Mataquito".
El Decreto con Fuerza de Ley 8.583 establece como sus comunas:
- Comuna de Curepto, subdelegaciones 1.° Curepto, 2.° Hornillos, 3.° Limávida, 4.° Tonlemo, 5.° Gualleco
- Comuna de Hualañé, subdelegaciones 6.° Licantén (depto. Vichuquén), 7.° La Huerta (Vichuquén) y 7.° Culencó (departamento de Santa Cruz)
- Comuna de Vichuquén, subdelegaciones 1.°, 2.°, 3.° y 5.°

Esto significa que fueron anexadas Licantén, La Huerta a Hualañé; Llico a Vichuquén; y Gualleco a Curepto.
Por ley 5.955 del 27 de noviembre de 1936, se restablece la antigua provincia de Curicó y el departamento de Mataquito, junto al de Curicó, pasa a esa provincia. Se restablece también el departamento de Curepto, con la comuna homónima. Además, se restablece la comuna de Licantén, que pasa a ser al capital departamental.
El 1 de enero de 1976 se pone en marcha la regionalización, impulsada por la dictadura militar, significando el fin del departamento y sus antiguas subdelegaciones.